# Olimpiada Chemiczna
Olimpiada Chemiczna – przedmiotowa olimpiada szkolna z zakresu chemii, organizowana od 1954. Organizowana jest przez Polskie Towarzystwo Chemiczne. Olimpiada skierowana jest przede wszystkim do uczniów szkół średnich, lecz w wyjątkowych przypadkach uczniowie szkół podstawowych również mogą brać w niej udział. Konkurs stanowi też krajowe eliminacje do Międzynarodowej Olimpiady Chemicznej.

## Struktura organizacyjna

### Komitet Główny
Komitet Główny Olimpiady Chemicznej, powoływany przez Polskie Towarzystwo Chemiczne, jest odpowiedzialny za organizowanie i koordynowanie wszystkich etapów konkursu. Członkami Komitetu Głównego są nauczyciele akademiccy, nauczyciele szkół ponadgimnazjalnych oraz przedstawiciele Komitetów Okręgowych. Sprawami bieżącymi dotyczącymi Olimpiady zajmuje się Prezydium Komitetu Głównego Olimpiady Chemicznej:
prof. dr hab. Marek Orlik – przewodniczący
prof. dr hab. Aleksandra Misicka-Kęsik – wiceprzewodniczący
dr hab. Ewa Poboży – sekretarz naukowy
mgr Wanda Szelągowska – kierownik organizacyjny
dr Dagmara Tymecka – referent

### Komitety Okręgowe
Organizacją rejonowych etapów olimpiady zajmuje się 13 komitetów okręgowych:
- Okręg Białostocki obejmuje województwo podlaskie i część województwa warmińsko-mazurskiego (powiaty: Ełk, Giżycko, Olecko, Pisz).
- Okręg Gdański obejmuje województwo pomorskie i część województwa warmińsko-mazurskiego (wszystkie powiaty oprócz wymienionych czterech powiatów należących do Okręgu Białostockiego).
- Okręg Kielecki obejmuje województwo świętokrzyskie i część woj. śląskiego (powiaty: Częstochowa, Kłobuck, Lubliniec, Myszków).
- Okręg Katowicki obejmuje województwo śląskie (wszystkie powiaty oprócz wymienionych czterech powiatów należących do Okręgu Kieleckiego).
- Okręg Krakowski obejmuje województwo małopolskie.
- Okręg Lubelski obejmuje województwo lubelskie.
- Okręg Warszawski obejmuje województwo mazowieckie (wszystkie powiaty oprócz pięciu powiatów należących do Okręgu Łódzkiego) oraz część województwa łódzkiego (powiaty: Łowicz, Skierniewice).
- Okręg Łódzki obejmuje województwo łódzkie (wszystkie powiaty oprócz wymienionych dwu powiatów należących do Okręgu Warszawskiego) oraz część województwa mazowieckiego (powiaty: Lipsko, Przysucha, Radom, Szydłowiec, Zwoleń).
- Okręg Poznański obejmuje województwo wielkopolskie oraz część województwa lubuskiego (wszystkie powiaty oprócz pięciu powiatów należących do Okręgu Szczecińskiego).
- Okręg Rzeszowski obejmuje województwo podkarpackie.
- Okręg Szczeciński obejmuje województwo zachodniopomorskie oraz część województwa lubuskiego (powiaty: Gorzów Wielkopolski, Międzyrzecz, Słubice, Strzelce Krajeńskie, Sulęcin).
- Okręg Toruński obejmuje województwo kujawsko-pomorskie.
- Okręg Wrocławski obejmuje województwo dolnośląskie i opolskie.

## Przebieg Olimpiady
Olimpiada Chemiczna podzielona jest na cztery etapy:

### Etap wstępny
Co roku, na oficjalnym zakończeniu Olimpiady Chemicznej, do wiadomości publicznej zostają przekazane zadania wstępne na rok następny. Zadania te dzielą się na dwie części – A (obowiązkowe) i B (fakultatywne). By zostać zakwalifikowanym do I etapu olimpiady należy rozwiązać zadania obowiązkowe w określonym terminie (najczęściej jest to koniec października). Kolejne etapy olimpiady poruszają treści nakreślone w zadaniach wstępnych.

### I etap
I etap olimpiady odbywa się w drugiej połowie listopada w każdym z 13 okręgów osobno. Składa się z zadań teoretycznych. Prace są sprawdzane i oceniane w komitetach okręgowych. Uczestnik ma prawo do odwołania się od oceny swojej pracy. Na przestrzeni lat wynik konieczny do klasyfikacji do następnego etapu był różny, np. ok. 50% punktów możliwych do zdobycia. Do następnego etapu przechodzi zwykle ok. 300–500 osób.

### II etap
II etap odbywa się zazwyczaj na przełomie stycznia i lutego i trwa 2 dni. Jednostką, która zapewnia organizację tej części jest komitet okręgowy. W pierwszym dniu zawodnicy rozwiązują zadania teoretyczne, a w drugim wykonują zadanie laboratoryjne. Wstępnej selekcji najlepszych prac dokonują komitety okręgowe, lecz o zakwalifikowaniu się do finału olimpiady decyduje superrecenzja, czyli ocena zadań przeprowadzona przez samych autorów. Punkty zdobyte w II etapie są brane pod uwagę przy wyłanianiu składu na Międzynarodową Olimpiadę Chemiczną.

### III etap (finał)
III etap jest finałem olimpiady chemicznej. Kwalifikuje się do niego blisko 100 uczestników z całej Polski, którzy uzyskali najlepsze wyniki w II etapie i przekroczyli zadany próg punktowy. Podobnie jak w II etapie, finał podzielony jest na dwa dni. W pierwszym uczestnicy rozwiązują zadanie laboratoryjne składające się z dwóch części: ilościowej i jakościowej. W drugim dniu zawodnicy rozwiązują zadania teoretyczne. Zadania są sprawdzane przez ich autorów. Część laboratoryjna finału odbywa się na Wydziale Chemicznym Politechniki Warszawskiej, część teoretyczna na Wydziale Chemii Uniwersytetu Warszawskiego. Punkty zdobyte w III etapie mają wpływ przy wyłanianiu składu na Międzynarodową Olimpiadę Chemiczną.
Laureaci i finaliści olimpiady zwolnieni są z egzaminu maturalnego z chemii.

### Zwycięzcy
Spośród finalistów wyłaniany jest zwycięzca oraz grupa laureatów i wyróżnionych. Spośród nich tworzona jest czteroosobowa drużyna na olimpiadę międzynarodową. W jej skład wchodzi zwycięzca i 3 osoby które uzyskały najwięcej punktów obliczonych według wzoru L = 3NIII + NII + Pm + Pl + Pw, gdzie L to całkowita liczba punktów, N – liczba punktów odpowiadająca procentowemu wynikowi uzyskanemu odpowiednio w III i II etapie, Pm – punkty za medalowe miejsce w poprzednich olimpiadach międzynarodowych (20 punktów za każdy medal), Pl – punkty za tytuł laureata w poprzednich olimpiadach (20 punktów za każdy tytuł), Pw – punkty za tytuł wyróżnionego w poprzednich olimpiadach (10 punktów za każdy tytuł).

## Zwycięzcy olimpiad od XLI edycji
- LXIX Olimpiada Chemiczna 2022/2023 – Michał Piotr Lipiec, uczeń III klasy V LO im. Augusta Witkowskiego w Krakowie
- LXVIII Olimpiada Chemiczna 2021/2022 – Roman Buksas, uczeń III klasy II LO im. Mieszka I w Szczecinie
- LXVII Olimpiada Chemiczna 2020/2021 – Jakub Mariusz Krajnik, uczeń II klasy V LO im. Stefana Żeromskiego w Gdańsku
- LXVI Olimpiada Chemiczna 2019/2020 – Mateusz Leszek Pielok, uczeń II klasy I LO im. prof. Zbigniewa Religi w Zabrzu
- LXV Olimpiada Chemiczna 2018/2019 – Kordian Głąbowski, uczeń III klasy II LO im. Mieszka I w Szczecinie
- LXIV Olimpiada Chemiczna 2017/2018 – Antoni Artur Prus, uczeń III klasy V LO im. Augusta Witkowskiego w Krakowie
- LXIII Olimpiada Chemiczna 2016/2017 – Jakub Narodowiec, uczeń III klasy XXI LO im. św. Stanisława Kostki w Lublinie
- LXII Olimpiada Chemiczna 2015/2016 – Mikołaj Świerczyński, uczeń III klasy I LO im. Mikołaja Kopernika w Łodzi
- LXI Olimpiada Chemiczna 2014/2015 – Michał Gala, uczeń II klasy I LO im. E. Dembowskiego w Gliwicach
- LX Olimpiada Chemiczna 2013/2014 – Wojciech Łyczek, uczeń III klasy XIV LO im. Stanisława Staszica w Warszawie
- LIX Olimpiada Chemiczna 2012/2013 – Michał Magott, uczeń III Liceum Ogólnokształcącego im. Marii Skłodowskiej-Curie w Opolu
- LVIII Olimpiada Chemiczna 2011/2012 – Karolina Trocka, uczennica III klasy Społecznego LO w Żarach
- LVII Olimpiada Chemiczna 2010/2011 – Szymon Rzeźwicki, uczeń III klasy V L.O. im. A. Witkowskiego w Krakowie
- LVI Olimpiada Chemiczna 2009/2010 – Marcin Malinowski, uczeń III klasy V LO im. Ks. J. Poniatowskiego w Warszawie
- LV Olimpiada Chemiczna 2008/2009 – Marcin Warmiński, uczeń III klasy V LO im. Ks. J. Poniatowskiego w Warszawie
- LIV Olimpiada Chemiczna 2007/2008 – Łukasz Krawiec, uczeń III klasy VI LO im. J. Kochanowskiego w Radomiu
- LIII Olimpiada Chemiczna 2006/2007 – Krzysztof Kosiński, uczeń III klasy LXIV LO im. St. I. Witkiewicza w Warszawie
- LII Olimpiada Chemiczna 2005/2006 – Krzysztof Władysław Budny-Godlewski, uczeń III klasy V LO im. Ks. J. Poniatowskiego w Warszawie
- LI Olimpiada Chemiczna 2004/2005 – Jędrzej Kaniewski, uczeń II klasy V LO im. Ks. J. Poniatowskiego w Warszawie
- L Olimpiada Chemiczna 2003/2004 – Paweł Śledź, uczeń IV klasy XIII LO w Szczecinie
- XLIX Olimpiada Chemiczna 2002/2003 – Łukasz Jaremko, uczeń IV klasy VII LO im. K. K. Baczyńskiego we Wrocławiu
- XLVIII Olimpiada Chemiczna 2001/2002 – Wojciech Skomorowski, uczeń IV klasy VI LO im. J. Kochanowskiego w Radomiu
- XLVII Olimpiada Chemiczna 2000/2001 – Zbigniew Pianowski, uczeń IV klasy KLO im. St. Konarskiego w Krakowie
- XLVI Olimpiada Chemiczna 1999/2000 – Maciej Gorzkowski, uczeń IV klasy LO im. B. Prusa w Skierniewicach
- XLV Olimpiada Chemiczna 1998/1999 – Anna Waszczuk, uczennica IV klasy LO im. J. Chełmońskiego w Łowiczu oraz Łukasz Kowalik, uczeń III klasy I LO im. T. Kościuszki w Legnicy
- XLIV Olimpiada Chemiczna 1997/1998 – Piotr Mikłaszewicz, uczeń IV klasy I LO im. S. Żeromskiego w Lęborku
- XLIII Olimpiada Chemiczna 1996/1997 – Rafał Loska, uczeń IV klasy II LO im. Jana III Sobieskiego w Krakowie
- XLII Olimpiada Chemiczna 1995/1996 – Piotr Kwiatkowski, uczeń III klasy III LO im. T. Kościuszki w Łodzi
- XLI Olimpiada Chemiczna 1994/1995 – Piotr Lipiec, uczeń IV klasy I LO im. M. Kopernika w Łodzi